# De l'âme
Pour les articles homonymes, voir Âme (homonymie).
De l'âme (en grec ancien : Περὶ Ψυχῆς / Peri psychès ; en latin : De Anima) est une œuvre majeure d’Aristote. Elle traite des principes du vivant et de son mouvement, ainsi que des passions et des moyens de connaissance.
Ce traité est considéré comme la première œuvre systématique de psychologie et de théorie de la connaissance. D'une grande postérité, il a été abondamment commenté de l'Antiquité au Moyen Âge, par des penseurs grecs (Alexandre d'Aphrodise), romains (Thémistius), ou encore médiévaux, en langue arabe (Avicenne, Averroès) ou latine (Thomas d'Aquin).

## Présentation générale

### Contenu
Dans le De Anima, Aristote expose sa théorie sur la nature des êtres vivants. Sa discussion porte sur les divers types d'âme que possèdent des êtres vivants de différentes sortes qui se distinguent par leurs processus vitaux.
La question de l'âme est directement liée à celle des facultés. Le philosophe passe en revue celles qui sont rattachées aux quatre types d'âme, de la faculté végétative (âme végétative) à la faculté intellective, qui est le propre de l'homme, animal raisonnable.
On trouve aussi dans cet ouvrage une théorie du processus de l'intellection des intelligibles qui est l’un des piliers de la noétique : l'intellect « agent » est le principe actif de notre intellect qui fait en sorte que notre intellect « patient » saisisse ou devienne les intelligibles.

### Concept d'âme
Le De Anima est le livre où Aristote développe le plus son concept d'âme. Ce concept est difficile à comprendre, car polysémique, et parce qu'allant à l'encontre de notre conception moderne habituelle  d'une âme, qui serait une sorte de substance spirituelle « habitant » un corps. Pour contourner cette difficulté, quelques commentateurs ont proposé que le terme âme d'Aristote soit traduit par souffle de vie.
Le concept aristotélicien d'âme doit être replacé dans le contexte des propos tenus dans la Physique et la Métaphysique d'Aristote. Le philosophe y soutient que toute substance est ou bien un matériau (hylé), ou bien une forme (eidos), ou bien un composé (sunolon) d'une forme et d'une matière. Cela lui permet de fonder la théorie de l'hylémorphisme, l'alliance entre la matière et la forme. C'est dans ce cadre conceptuel qu'Aristote soutient dans De l'âme que l'âme est la forme de l'être vivant, dont le corps est la matière. Cela signifie que l'âme n'est pas une substance distincte du corps vivant, mais elle en est le principe de vie. C'est bien, donc, la possession d'une âme qui fait qu’un corps naturel organisé est doué de vie.
Cette conception permet à Aristote de rompre radicalement avec le dualisme platonicien du corps et de l'âme. L'union de l'âme et du corps est un fait primitif, et la notion d'un corps sans âme, ou d'une âme dans une sorte inappropriée de corps, est simplement inintelligible. Aristote peut donc proposer comme définition de l'âme qu'elle est « l'acte premier d'un corps organisé ». Cela vaut pour tous les types d'âme parmi les quatre que l'auteur distingue.

### Historique de publication
De l'âme fait partie des traités complets qui nous sont parvenus d'Aristote. Les traductions successives de l’œuvre ont parfois subi des ajouts qui en ont transformé le sens : ainsi, la traduction arabe du De Anima, durant l'Antiquité tardive, a orienté le texte dans le sens du néoplatonisme.

## Résumé

### Livre I: l'âme

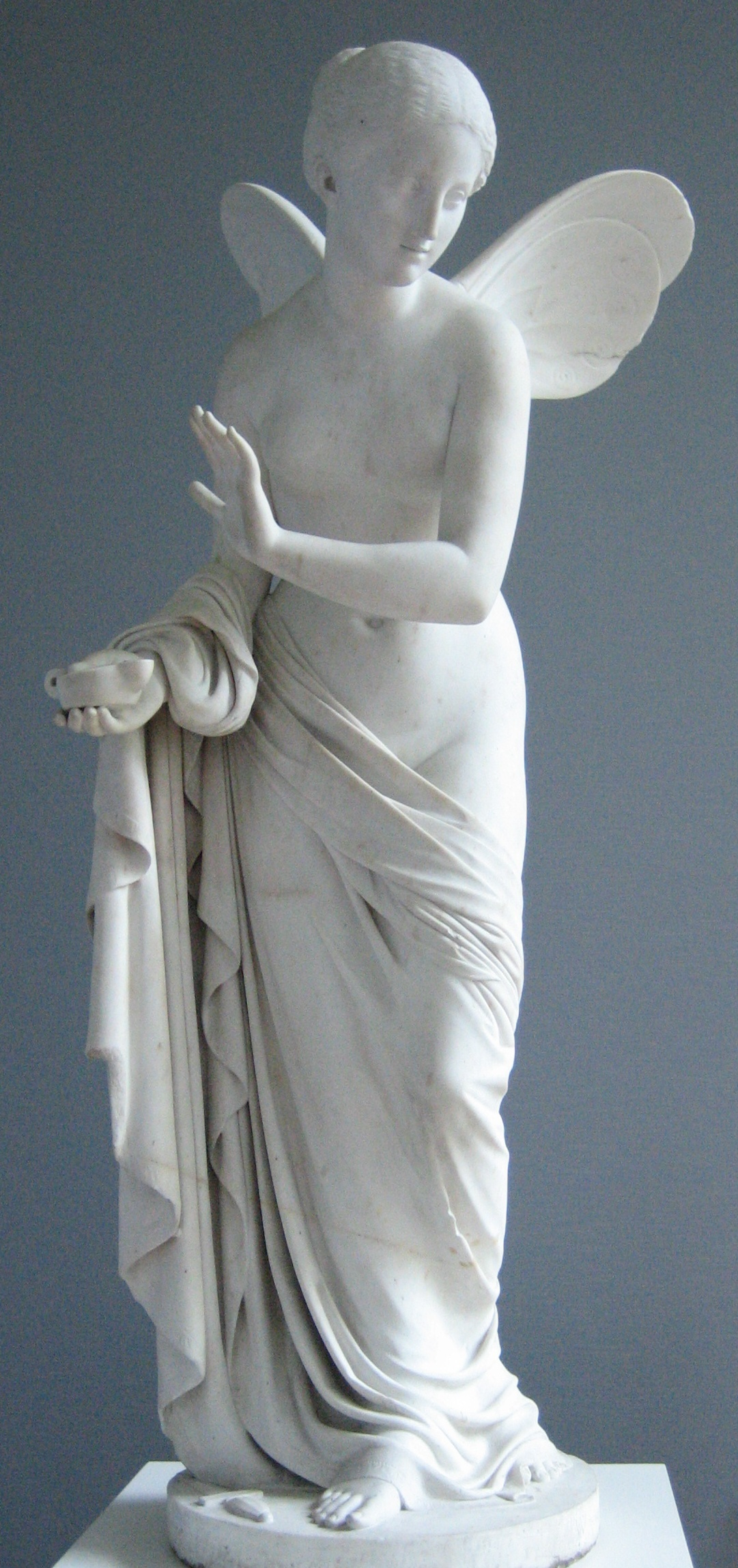
Psyché, personnification de l'âme dans la mythologie grecque.

#### Définition du problème et de la méthode
Au chapitre 1, Aristote définit le domaine d'enquête et la méthode de la recherche qu'il va effectuer ; autrement dit, il pose le problème épistémologique de la science de l'âme.
Il se demande à quelle discipline appartient le discours sur l'âme, en déterminant que le but de son enquête est de dire ce qu'est l'âme (c'est-à-dire son essence). Il cherche à savoir si elle comporte plusieurs parties ou si elle est unique, et afin de savoir s'il faut s'enquérir uniquement de l'âme humaine ou s'il existe une définition commune de l'âme.

#### Doxographie des prédécesseurs
Aristote aborde, dans la première section, les thèses qui ont été soutenues par les philosophes antérieurs. Dans cette optique, Aristote discute avec ses prédécesseurs comme Platon, Anaxagore, Héraclite, etc.

### Livre II: l'âme, les sens et les sensations

#### L'âme comme entéléchie
Aristote aboutit à la définition suivante, au début du livre II : « l'âme est la réalisation (entéléchie) première d’un corps naturel organisé ». L'entéléchie (entelecheia) est la réalisation complète de l'être, c'est-à-dire un passage à un niveau supérieur de l'être.

#### La théorie des quatre modes de l'âme
Aristote développe dans la deuxième section une théorie des quatre modes de l'âme. L'âme peut être nutritive (végétative), sensitive, appétitive, ou intellective (« L'âme (...) se définit par les fonctions nutritive, sensitive, cogitative et par le mouvement »).
- l’âme végétative permet à toutes les espèces d’êtres vivants, végétaux ou animaux, de se nourrir elles-mêmes (fonction nutritive) et de se reproduire (fonction générative)[11].
- l’âme sensitive est dotée de la capacité de sentir et de percevoir. Tous les animaux possèdent au moins un sens qui est le toucher. Tous les animaux qui ont la capacité de sentir le plaisir et la douleur ont également le désir. L'âme sensitive donne les sens (du plus bas au plus haut : le toucher, le goût, l'odorat, l'ouïe, la vue), la perception du plaisir et de la douleur, le désir, puis - pour certains vivants supérieurs - l'imagination et le sens commun (κοινὴ αἲσθησις : l'homme sent qu'il sent et discrimine les diverses sensations)[12].
- l'âme motrice, dite faculté appétitive, fait que les animaux les plus parfaits peuvent se mouvoir pour satisfaire leurs besoins. La faculté motrice n'est pas une âme à part entière, même si Aristote parle de quatre fonctions (nutrition, sensation, mouvement, pensée) (413 a 23 ; 423 b 11-13).
- l'âme intellective appartient seulement aux animaux rationnels, autrement dit aux humains, et fera l'objet d'un traitement plus détaillé dans la section III[13].

#### Examen des sens
La théorie des quatre modes de l'âme ne peut être soutenue que si l'on examine précisément chacun des cinq sens sur lesquels les facultés des quatre modes de l'âme s'appuient. Aristote s'attarde d'abord sur une théorie générale de la vision, à laquelle il apporte la plus grande importance. Il réfute une opinion d'Empédocle sur l'origine de la lumière, puis de Démocrite, selon laquelle on peut voir dans le vide (chap. 7). Il s'attache ensuite à définir l'audition et les trois conditions indispensables pour que le son se produise. Il traite du rôle de l'air dans l'audition, de la perception du son dans l'eau, et de la différence entre le grave et l'aigu (chap. 8).
Aristote questionne ensuite l'odorat. Il remarque que l'homme est inférieur à la plupart des animaux dans ce domaine, quoiqu'il leur soit supérieur à tous pour le toucher et l'intelligence (chap. 9). Le chapitre 10 est consacré à une théorie du goût, qu'il met en rapport avec le toucher et la vue. Il considère que l'humidité est toujours nécessaire pour que la sensation du goût ait lieu. Il traite des différents types de saveur. Enfin, le onzième et dernier chapitre du livre se concentre sur la théorie du toucher et de sa relation avec les autres sens. Aristote défend l'idée selon laquelle la perception par le toucher se fait par un sens intermédiaire, qui est la chair.

### Livre III: les facultés noétiques
L'âme en tant qu'intellect et comme puissance de connaître
Aristote nomme forme (εἶδος) les réalités intelligibles qui permettent de saisir abstraitement ce qu’est l'objet. Lorsque nous voyons une table, ou un arbre, nous reconnaissons qu'il s'agit d'une table ou d'un arbre du fait de sa forme, de sa configuration générale. Nous appréhendons le réel concrètement par l’expérience de nos sens, mais c'est par l’intellect (le noûs, νοῦς) que nous sommes capables de recevoir la forme.
La saisie de ces formes intelligibles est une et indivisible, directe, immédiate et permanente (sauf défaillance de la mémoire). Dans cet acte de connaître, l’intelligence coïncide réellement avec l’objet appréhendé et a en même temps conscience de soi : Aristote peut donc dire que « l’intelligence en activité s’identifie aux affaires qu’elle pense ».

#### «L'âme est d'une certaine manière toutes choses»
Après avoir défini l'âme dans sa puissance de connaître, Aristote soutient que « l'âme est d'une certaine manière toutes choses (ἡ ψυχὴ τὰ ὄντα πώς ἐστι πάντα) ». Aristote soutient que si la chose est la conscience, c'est parce que nous avons saisi sa forme grâce à notre intellect. Dès lors, « ce n’est pas la pierre qui est dans l’âme, mais sa forme (ὁ λίθος ἐν τῇ ψυχῇ, ἀλλὰ τὸ εἶδος) ».
C'est ici l’origine de l’élaboration conceptuelle de la notion d’inexistence intentionnelle des objets dans l’esprit. L’expression « ἀλλὰ τὸ εἶδος » désigne la pierre en tant qu’elle existe dans la ψυχῇ, dans l’âme : ce n'est pas la pierre (réalité physique) qui est « dans » l’âme, mais bien la forme de la pierre. Pour Aristote, en effet, il est nécessaire de distinguer la chose et l'essence de la chose (« autre est l’eau, autre est l’essence de l’eau »).
Donc la forme de la pierre est autre que la pierre elle-même. La pierre existe bien d’une certaine façon dans l’âme, quelque chose de la pierre y subsiste. Ce n'est pas que la pierre existe approximativement dans l'âme ; la pierre existe bien dans l'âme, mais sous un certain mode. Ce mode est justement l’existence intentionnelle : l’existence dans l’âme de ce que l’âme reçoit. Aristote précise par une analogie ce qu'il entend par là : la pierre telle qu'elle est connue dans l'âme « est, par analogie, dans l’âme comme la main est un instrument, et l’intellect est à son tour forme des formes ».

#### Le problème de l'intellection des intelligibles
L'intellect agent (en acte) est le principe actif de notre intellect qui fait en sorte que notre intellect possible (en puissance) saisisse ou devienne les intelligibles, tandis que l'intellect patient (passif) ne fait que recevoir la forme sensible des objets connus.
Les développements sur l'intelligence de De Anima seront l'occasion de nombreuses querelles, notamment au Moyen Âge, autour de la question dite de l'intellect séparé du corps après la mort (χωρισθείς, χωριστός).

## Postérité
Le traité De Anima connaît une grande postérité, en Occident comme au Moyen-Orient. Averroès, grand commentateur d'Aristote, en effectue une exégèse où il prétend qu'une partie de l'âme — l'intellect — peut être séparée du corps ou des autres facultés. Cela ferait l'objet d'une contradiction par Thomas d'Aquin. Pierre Aubenque a considéré que le De Anima avait ouvert la voie à une doctrine spiritualiste dans l'Europe médiévale.
Pendant l'époque moderne plusieurs philosophes ont commenté le De anima d’Aristote : Francesco Silvestri, dit Ferrariensis, Domingo Báñez, Francisco de Toledo, Luis de Molina (inédit), Jacopo Zabarella, les professeurs d’Alcala (Complutenses), Silvestro Mauro.
Nicolas Grimaldi soutient que la définition aristotélicienne de l'âme a influencé celle de la substance par Gottfried Wilhelm Leibniz, et celle de l'esprit par Georg Wilhelm Friedrich Hegel.

### Éditions du texte
- William David Ross, Aristotelis De anima, Oxford Classical Texts, 1956.

### Traductions françaises
- Aristote, Traité de l’âme, Traduit et annoté par G. Rodier, Paris, Leroux, 1900, t.1 : Texte et  traduction ; t. 2 : Commentaire (Vrin Reprise, 1985).
- Aristote, De l’âme, Traduction nouvelle et notes par J. Tricot, Paris, Vrin, 1988 (1934).
- Aristote, De l'âme, texte établi par A. Jannone, traduction et notes de E. Barbotin, Les Belles Lettres, 1966, Gallimard, Tel, 1994.

- Aristote, De l’âme, traduction inédite, notes et bibliographie par R. Bodéüs, Paris, GF Flammarion,  1993 ; repris dans Aristote, Œuvres complètes, sous la direction de P. Pellegrin, Flammarion,  2014.
- Aristote, De l’âme, Édition, traduction, présentation et notes par P. Thillet, Paris, Gallimard, Folio Essais,  2005.

### Éditions des commentaires anciens et médiévaux
- Alexandre d'Aphrodise, De l’âme, Texte grec introduit, traduit et annoté par M. Bergeron et  M. Dufour, Paris, Vrin, 2008.
- (en) Alexander of Aphrodisias, On the Soul, Part  I: Soul as Form of the Body, Parts of the Soul,  Nourishment, and Perception, Translated, with an Introduction and Commentary by  V.  Caston, Ancient Commentators on Aristotle Series, Londres, Bristol Classical Press, 2012.
- Thomas d'Aquin, Commentaire du Traité De l’âme d'Aristote, traduction inédite, présentation, notes et bibliographie par Jean-Marie Vernier, Paris, Vrin, 2007.
- Thomas d'Aquin, De l'unité de l'intellect contre Averroès, édition bilingue publiée sous le titre Contre Averroès, trad. par A. de Libéra, Flammarion, 1995.
- Averroès, L'intelligence et la pensée (extraits du Grand Commentaire du De anima d'Aristote), traduction d'Alain de Libera, Paris, Flammarion, 1998.

### Études en français
- Léon Robin, La pensée hellénique des origines à Épicure : questions de méthode, de critique et d’histoire, Paris, P.U.F., 1942, 555 p. (lire en ligne), p. 385 à 422 : Aristote, le traité De l’âme (par G. Rodier)
- Stanislas Cantin, « L'âme sensitive d'après le De Anima d’Aristote », Laval théologique et philosophique, vol. 3, no 2,‎ 1947, p. 149-176 (lire en ligne)
- Gérard Verbeke, « Comment Aristote conçoit-il l’immatériel ? », Revue Philosophique de Louvain, vol. 44, no 2,‎ 1946, p. 205-236 (lire en ligne, consulté le 8 mars 2020).
- André Samson, « Aristote et les théories présocratiques sur la connaissance », Laval théologique et philosophique, vol. 22, no 1,‎ 1966, p. 22-44 (lire en ligne, consulté le 8 mars 2020).
- Clodius Piat, « L’âme et ses facultés d’après Aristote », Revue néo-scolastique, no 34,‎ 1902, p. 153-172 (lire en ligne, consulté le 8 mars 2020).
- Martin Achard, Épistémologie et pratique de la science chez Aristote. Les Seconds Analytiques et la définition de l’âme dans le De Anima, Paris, Klincksieck, 2004.
- David Ross, Aristote (1923), trad., Montreux (Suisse), Gamma, 1971, p. 181-214.
- Walter Burley, Commentarium in Aristotelis De Anima L.III Édition Critique traduction inédite, présentation et critique textuelle à partir de 4 manuscrits en paléographie médiévale (transcription interactive) par Mario Tonelotto, Luxembourg, 2016.
- Gilbert Romeyer-Dherbey (dir.), Corps et âme, Sur le De anima d’Aristote, Études réunies par C. Viano, Paris, Vrin, 1996.
- Annick Jaulin, « L’âme et la vie selon Aristote », Kairos, 9, 1997, p. 121-140.